# Canthidium lucidum
Canthidium lucidum är en skalbaggsart som beskrevs av Edgar von Harold 1867. Canthidium lucidum ingår i släktet Canthidium och familjen bladhorningar. Inga underarter finns listade.